# Окуневка (приток Кульёгана)
Окуневка — река в Ханты-Мансийском АО России. Устье реки находится в 71 км по левому берегу реки Кульёган. Длина реки составляет 151 км, площадь водосборного бассейна 776 км².

## Притоки
- 28 км: Озёрная (лв)
- 36 км: Ёккунъях (лв)

## Данные водного реестра
По данным государственного водного реестра России относится к Верхнеобскому бассейновому округу, водохозяйственный участок реки — Обь от впадения реки Вах до города Нефтеюганск, речной подбассейн реки — Обь ниже Ваха до впадения Иртыша. Речной бассейн реки — (Верхняя) Обь до впадения Иртыша.
Код объекта в государственном водном реестре — 13011100112115200041597.